# Locomotiva FS 656
Le locomotive gruppo 656 erano locomotive a vapore con tender, di rodiggio 2-3-0, che le Ferrovie dello Stato acquisirono dopo il riscatto della Rete Mediterranea. In precedenza costituivano il gruppo RM 3061-3100.
Rappresentavano la versione migliorata e modificata con la doppia espansione della locomotiva FS 650 (ex 300 RM).

## Storia
Le locomotive vennero costruite su progetto dell'Ufficio d'Arte di Torino a partire dal 1898 anno in cui l'Ansaldo di Sampierdarena consegnò le prime 4 unità. 
Le successive macchine, prodotte dalla stessa Ansaldo e dalle Officine Meccaniche di Milano, furono 20 e vennero consegnate entro il 1901. Le locomotive vennero immatricolate nel gruppo "RM 3061-3100" per trovare poi impiego alla trazione dei treni viaggiatori veloci di composizione maggiore; oltre ai numeri di immatricolazione la "Mediterranea", come di consueto, attribuì a ciascuna un nome proprio.
Nel 1905 in seguito al riscatto delle reti vennero immatricolate dalle Ferrovie dello Stato nel nuovo gruppo 656 FS.

## Caratteristiche
La locomotiva fu costruita come evoluzione del precedente gruppo 300 con lo stesso rodiggio 2-3-0, ben diffuso all'epoca, a vapore saturo ma a doppia espansione con i 2 cilindri esterni con distribuzione a cassetto e leveraggio di azionamento del tipo Walschaerts.
La locomotiva era costituita da un carro su cui erano disposte le tre ruote motrici accoppiate di grande diametro (1.675 mm) e un carrello anteriore portante biassiale girevole, con ruote da 974 mm in grado di traslare sul proprio perno trasversalmente di 40 mm. A loro volta le sale del carrello potevano traslare ulteriormente di 15 mm ciascuna. Completava il complesso del rodiggio la traslabilità trasversale di 20 mm della sala posteriore. La configurazione le permetteva di raggiungere la velocità di 80 km/h. Il passo rigido della macchina era di soli 1.950 mm ma a prezzo di una certa criticità di costruzione.
La caldaia della locomotiva aveva la lunghezza di 8.839 mm (nelle prime quattro locomotive)  e di 8.636 mm nelle altre unità 
Contenevano tutte 4,85 m³ di acqua (misurata 10 cm sopra il cielo del forno) e 2,32 m³ di vapore ed erano tarata per una pressione massima di 13 bar con una produzione oraria di vapore asciutto di 6.800 kg.
Anche il forno era uguale: 2,40 x 1,6 m con superficie di griglia di 2,4 m².
Uguale anche il numero di tubi bollitori: 172, di diametro 52/47, per un totale di 114,3 m² di superficie tubiera di riscaldamento e di 125,75 m² totali
Il meccanismo motore aveva 2 cilindri da 500 mm di diametro per l'alta pressione e di 730 mm di diametro per la bassa pressione con una corsa di 640 mm.
Le prestazioni delle locomotive variavano:

Tutte le macchine sviluppavano 680 CV effettivi alle ruote motrici alla velocità di 60 km/h, con uno sforzo di trazione all'avviamento di 6.420 kg per le prime quattro, più pesanti, e di 6.290 kg per le altre; quello massimo era per tutte di 7.200 kg e quello continuo a velocità di 60 km/h di 3.060 kg.
Il sistema frenante in dotazione era ad aria compressa automatico e moderabile. Tutte le macchine erano dotate di dispositivi e accoppiamenti per la fornitura del riscaldamento a vapore delle carrozze.
Il tender accoppiato era a tre assi, uguale per tutte le unità; trasportava 12 m³ di acqua e 4 t di carbone con una massa totale in servizio di 33 t .